# HV Blauw-Wit (Neerbeek)
Blauw-Wit was een handbalvereniging uit het Limburgse kerkdorpje Neerbeek. Blauw-Wit speelde sinds midden jaren zeventig samen met gemeente-concurrent Caesar in Sporthal De Haamen. Het eerste herenteam van Blauw-Wit won drie landstitels, twee keer de nationale beker en één keer de Supercup. In 1998 fuseerde Blauw-Wit met Caesar en werden Beeker Fusie Club.

## Geschiedenis

### Oprichting en rustige jaren (1957-1971)
Handbalvereniging Blauw Wit werd in april 1957 opgericht in het Limburgse dorpje Neerbeek op initiatief van Jo Cleophas en Sjef Nijsten. In de jaren vijftig en zestig leidde de vereniging een tamelijk rustig bestaan, hoewel het ledenaantal bij zowel heren als damesteam gestaag groeide.

### Succesvolle jaren (1971-1990)
Begin jaren zeventig vestigde met name de herenafdeling de aandacht op zich. Op 14 maart 1971 werd het heren-juniorenteam van Blauw-Wit landskampioen in Rotterdam. In het seizoen 1972/1973 promoveerde het herenteam na drie seizoenen in de tweede klasse naar de eerste klasse. Binnen enkele seizoenen was de talentvolle groep met klinkende namen als Peter Verjans, Wim Goossens, Cor Vincent en Hub Dohmen in staat om in 1977 de eredivisie binnen te stormen. Inmiddels versterkt door o.a. Piet Kivit (ook als speler/trainer) en broer René Kivit wist de ploeg in 1980 en 1981 de landstitel te veroveren, ten koste van gerenommeerde verenigingen zoals Sittardia en Hermes. Tevens werd in 1979 en 1982 de bekerfinale bereikt, maar verloren van respectievelijk van Sittardia en De Gazellen. Daarnaast waren met name de Europacupwedstrijden tegen IL Zaporozhye en VfL Gummersbach enkele hoogtepunten uit deze periode. In 1981 werd Léon Frissen voorzitter van de club (als opvolger van Pim Vrancken) en leidde de club naar een hoger niveau van professionalisering.

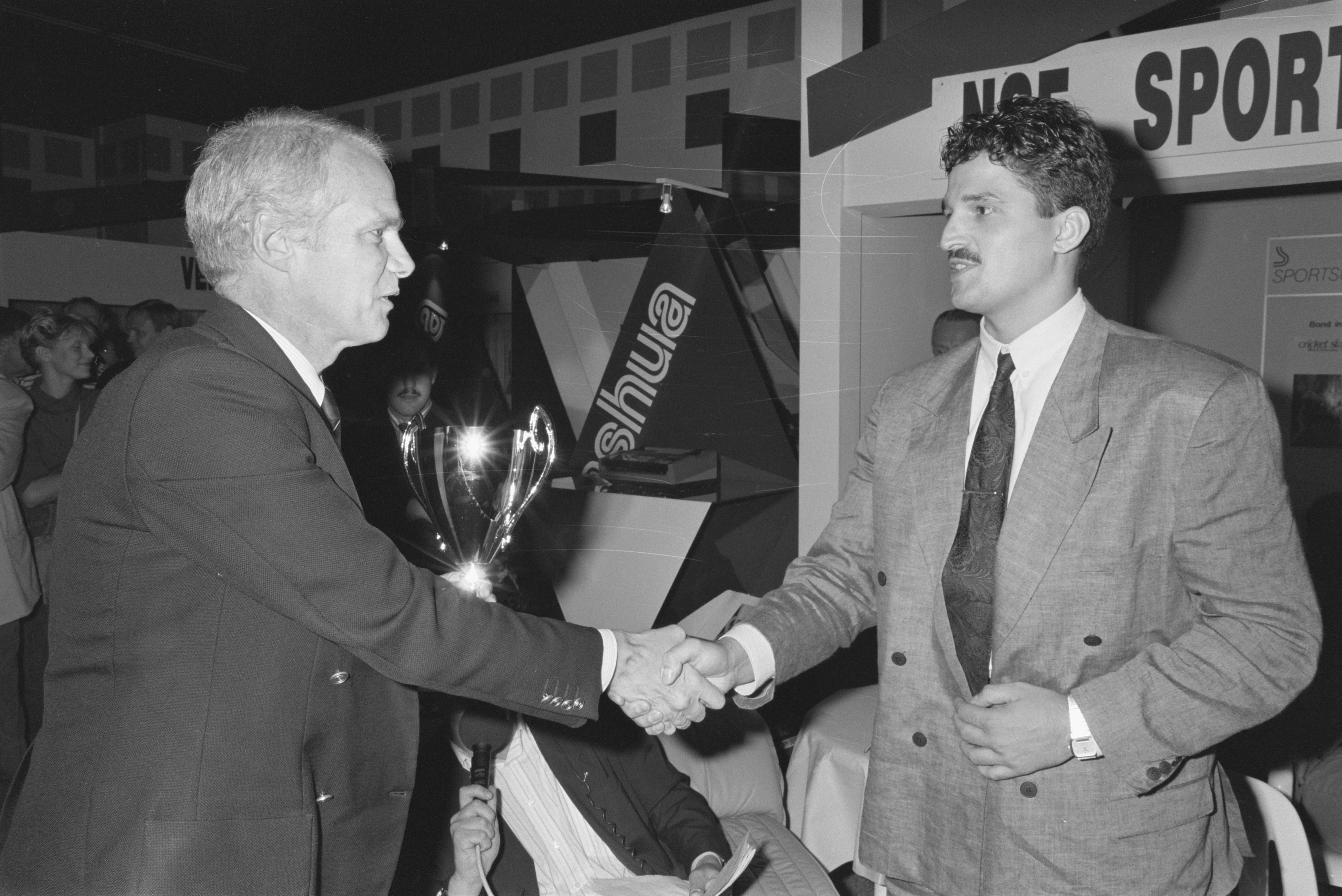
Jacques Josten (rechts) ontvangt de prijs van handballer van het jaar 1988 van bondsvoorzitter Hafkamp (links).

In 1984 trad Guus Cantelberg aan als trainer/coach bij de Neerbeekse ploeg als opvolger van Hans Brouwers. Hij nam een jonge, ambitieuze ploeg op sleeptouw met als meest opvallende speler, Jacques Josten. Andere spelbepalende spelers waren spelverdeler Raymond Steijvers, schutters Ronald Habraken en Arthur Huntjens en cirkelloper Paul Coenen. Cantelberg leidde deze groep in 1986 naar de bekerwinst en in 1988 naar het landskampioenschap. Internationaal werden in deze periode Europacupwedstrijden gespeeld tegen US Kyndill Torshavn, Raba Vasas Eto Györ, THW Kiel en SC Leipzig.
In 1989 speelde het damesteam in de derde zaalhandbaldivisie, maar omdat er veel spelers gestopt waren of elders vertrokken werd het team initieel teruggetrokken voor een bepaalde periode. Het feit dat al drie teams op divisieniveau speelde, werd bij het besluit ook meegenomen. De kostenfactor werd te hoog. Omdat de resterende dames hier fel protest tegen tekenende, werd het bestuurlijk besluit uiteindelijk weer ingetrokken. Het opvolgende seizoen werd het damesteam kampioen van de derde divisie en promoveerde hierdoor naar de tweede divisie.

### Nieuwe visie (1990-1997)
In de zomer van 1990 bleek de ingezette professionalisering van de club doodlopend, waardoor meerdere bestuursleden opstapten en potentiële nieuwe spelers toch niet naar Blauw-Wit kwamen. Daarbovenop vertrokken een aantal ervaren spelers én trainer Guus Cantelberg. Resterende bestuursleden, onder het voorzitterschap van Jacques Verjans, zorgden ervoor dat de club niet verging. Sportief besloot men toen te gaan bouwen aan een sterk verjongde ploeg, onder aanvoering van keeper Jacques Josten en later de terugkerende spelverdeler Raymond Steijvers. Deze nieuwe ploeg bevatte een mix van eigen jeugd (o.a. Marcel Eurelings, Remco Jongen) en versterkingen van buiten de vereniging (o.a. Harold Nüsser en Claus Veerman) en wist aan het einde van het seizoen 1992/1993 onder leiding van trainer/coach Peter Verjans, de bekerfinale te bereiken én te winnen.
Wederom werd het team verjongd en onder leiding van trainer/coach Paul Coenen slaagde een relatief onervaren ploeg erin om bij aanvang van het seizoen 1993/1994 de Supercup te veroveren tegen het veel sterker geachte en latere landskampioen Sittardia. In dit seizoen werd bovendien in de Citycup de strijd aangebonden met US Ivry uit Frankrijk. Deze sensatie werd opgevolgd door een onverwacht sterk seizoen 1994/1995 van Blauw Wit, waarbij voor het eerst de play-offs werd bereikt om vervolgens als vierde te eindigen.
Inmiddels deed ook de damestak van Blauw Wit van zich spreken door binnen 4 jaar het eerste divisieschap te bereiken. Vaste speelsters als Frisca Knoben, Jolanda Cobben en Lydia Moonen werden aangevuld met bekende speelster van buiten de vereniging, zoals Diana Mouton en Kim Eekhoudt. In het seizoen 1996/1997 klopte men zelfs aan de deur van de vaderlandse eredivisie, maar helaas wist OSC de promotie te voorkomen. Na afloop van dit seizoen leidden organisatorische en financiële problemen tot het uit elkaar vallen van dit damesteam.
Vanaf het seizoen 1995/1996 kwamen de heren van Blauw Wit wederom onder de hoede van trainer/coach Guus Cantelberg. Ambitieus timmerde de club aan gouden toekomst, maar om de bovenste plaatsen werd deze keer niet meegespeeld. In dit seizoen werden overigens in de Citycup twee wedstrijden verspeeld en verloren op de Canarische Eilanden tegen Cadagua/Galdar.
Doordat het herenteam van Caesar promotie wist af te dwingen in 1996 naar de eredivisie, werd de concurrentie nog groter voor Blauw-Wit. De twee Beekse clubs zochten voor het aanvang van het nieuwe seizoen toenadering en wilden op korte termijn een fusie aangaan. Echter doordat de algemene ledenvergadering van Caesar tegen de fusie stemde ging dit niet door. Het seizoen 1996/1997 werd hierdoor een turbulent seizoen waarin in organisatorische zin het een en ander veranderde. Een nieuw bestuur trad aan en formuleerde een meerjarig beleidsplan, waarin de doelstelling werd geformuleerd: "Inrada/Blauw Wit: kleurrijk naar de top". Uit dit beleidsplan vloeide een aantal maatregelen voor het nieuwe seizoen voort, zoals het aanstellen van een technisch coördinator (Guus Cantelberg), maar bovenal het aantrekken van twee buitenlandse spelers. Uit Zweden werd linkshander Johan Lindahl aangetrokken; bovendien kwamen de Noor Frode Carlsson en veelvuldig international Dick Mastenbroek de gelederen van Blauw Wit versterken.

### Fusering (1997-1998)
Blauw Wit greep in het seizoen 1997/1998 naast een play-off plaats, waarna door de zogenaamde degradatiepoule de zevende plaats in de eindrangschikking werd bereikt. Inmiddels waren er vergevorderde plannen om te komen tot een fusie van de andere eredivisieclub uit de gemeente Beek: halgenoot Caesar. Organisatorisch, financieel en bestuurlijk werden de beide handbalverenigingen steeds vaker voor problemen gesteld die zelfstandig niet of nauwelijks opgelost konden worden. Daarnaast was het een wens van het gemeentebestuur te komen tot één handbalvereniging die op meer draagvlak binnen dat bestuur zou kunnen rekenen. Dit alles bracht in 1997 beide besturen bij elkaar en snel werd een projectgroep geformeerd onder voorzitterschap van de wethouder sport en cultuur de heer Constant Henssen. Op 16 april 1998 werd op een bijzondere ledenvergadering met een meerderheid van stemmen besloten tot het aangaan van een fusie tussen beide verenigingen. Per 1 juli 1998 was de fusie een feit en de twee verenigingen gingen samen door als Beeker Fusie Club. Voor de competitie bleek deze fusie geen enkel probleem te zijn. Hoewel beide verenigingen vertegenwoordigd waren in de eredivisie voor wat betreft de mannen en slechts één vereniging nog beschikte over een damesteam op hoog niveau leverde de fusie voor het NHV geen enkel probleem op.

## Resultaten

### Heren
- 1977 1e
Eerste klasse B
- 1978 2e
Eredivisie
- 1979 2e
Eredivisie
- 1980 1e
Eredivisie
- 1981 1e
Eredivisie
- 1982 2e
Eredivisie
- 1983 3e
Eredivisie
- 1984 4e
Eredivisie
- 1985 5e
Eredivisie
- 1986 5e
Eredivisie
- 1987 6e
Eredivisie
- 1988 1e
Eredivisie
- 1989 4e
Eredivisie
- 1990 7e
Eredivisie
- 1991 7e
Eredivisie
- 1992 3e
Eredivisie
- 1993 5e
Eredivisie
- 1994 7e
Eredivisie
- 1995 4e
Eredivisie
- 1996 7e
Eredivisie
- 1997 7e
Eredivisie
- 1998 7e
Eredivisie

- Eredivisie
- Eerste divisie

### Dames
- 1988
Eerste klasse
- 1989 2e
Derde divisie D
- 1990 1e
Derde divisie D
- 1991 2e
Tweede divisie B
- 1992 2e
Tweede divisie B
- 1993 2e
Tweede divisie B
- 1994
Tweede divisie B
- 1995 1e
Tweede divisie B
- 1996 2e
Eerste divisie B
- 1997 2e
Eerste divisie B

- Eerste divisie
- Tweede divisie
- Hoofdklasse
- Eerste klasse

## Europese wedstrijden

### Heren
| Seizoen | Competitie       | Ronde | Land                                    | Club              | Totaalscore | 1e W        | 2e W        |
| ------- | ---------------- | ----- | --------------------------------------- | ----------------- | ----------- | ----------- | ----------- |
| 1979/80 | Cup Winners’ Cup | Kwa.  | Vlag van Luxemburg                      | HB Dudelange      | 34 - 47     | 17 - 25     | 17 - 22     |
| 1979/80 | Cup Winners’ Cup | 1/8   | Vlag van Zwitserland                    | BSV Bern          | 39 - 41     | 19 - 20     | 20 - 21     |
| 1980/81 | Europa Cup       | Kwa.  | Vlag van Duitsland                      | VfL Gummersbach   | 42 - 19     | 25 - 13     | 17 - 16     |
| 1981/82 | Europa Cup       | Kwa.  | Vlag van België                         | Sporting Neerpelt | 33 - 36     | 19 - 21     | 14 - 15     |
| 1982/83 | IHF Cup          | Kwa.  | Vlag van Portugal                       | Sporting Lisboa   | Geannuleerd | Geannuleerd | Geannuleerd |
| 1982/83 | IHF Cup          | 1/8   | Vlag van Sovjet-Unie                    | IL Zaporoshje     | 50 - 29     | 26 - 08     | 24 - 21     |
| 1986/87 | Cup Winners’ Cup | Kwa.  | Vlag van Faeröer                        | Kyndil Torshavn   | 34 - 38     | 15 - 18     | 19 - 20     |
| 1986/87 | Cup Winners’ Cup | 1/8   | Vlag van Duitse Democratische Republiek | SC Leipzig        | 26 - 44     | 16 - 25     | 10 - 19     |
| 1988/89 | Europa Cup       | Kwa.  | Vlag van Hongarije                      | Raba ETO Gyor     | 52 - 35     | 26 - 12     | 26 - 23     |
| 1989/90 | IHF Cup          | Kwa.  | Vlag van Duitsland                      | THW Kiel          | 65 - 33     | 33 - 15     | 32 - 18     |
| 1993/94 | Cup Winners’ Cup | L16   | Vlag van Luxemburg                      | Fraternelle Esch  | 42 - 40     | 21 - 16     | 21 - 24     |
| 1993/94 | Cup Winners’ Cup | 1/8   | Vlag van Frankrijk                      | US d'Ivry         | 26 - 54     | 14 - 34     | 12 - 20     |
| 1995/96 | Euro City Cup    | L16   | Vlag van Spanje                         | Cadagua Galdar    | 54 - 35     | 29 - 15     | 25 - 20     |

## Lijst van trainers
Heren
- 1972–1973:  Pim Rietbroek
- 1973–1975:  Jacques Rietbroek
- 1975–1979:  Leo Reynders
- 1979–1983:  Piet Kivit
- 1983–1984:  Hans Brouwers
- 1984–1990:  Guus Cantelberg
- 1990–1991:  Peter Verjans
- 1991–1993:  Peter Verjans &  Paul Coenen
- 1993–1995:  Paul Coenen
- 1995–1997:  Guus Cantelberg
- 1997–1998:  Paul Coenen
- 0000–1998:  Wiel Mayntz (a.i.)

## Eretitels

### Heren
| Nationaal                 |    |                           |
| Landskampioenschap        | 3x | 1979/80, 1980/81, 1987/88 |
| Bekerwinnaar              | 2x | 1985/86, 1992/93          |
| Supercup                  | 1x | 1993                      |
| Eerste klasse             | 1x | 1976/77                   |
| Tweede Klasse             | 1x | 1972/73                   |
| Provinciale eerste klasse | 1x | 1971/72                   |

### Dames
| Nationaal      |    |         |
| Tweede divisie | 1x | 1994/95 |
| Derde divisie  | 1x | 1989/90 |